# George Cables
George Andrew Cables (Brooklyn, 14 november 1944) is een Amerikaanse jazzpianist, componist en orkestleider.

## Biografie
George Cables kreeg in zijn jeugd een klassieke piano-opleiding aan de Fiorello H. La Guardia High School of Music & Art and Performing Arts en studeerde twee jaar aan het Mannes College of Music. In 1964 formeerde hij zijn eigen band Jazz Samaritans, waartoe Billy Cobham, Lenny White en Clint Houston behoorden. Daarna speelde hij in verschillende New Yorkse jazzclubs als Top of the Gate, werkte hij met de tenorsaxofonist Paul Jeffrey en was hij in 1969 kort lid van Art Blakey's Jazz Messengers.
Tijdens een tournee in 1969 met Sonny Rollins kwam Cables aan de westkust van de Verenigde Staten en verwierf bekendheid in het jazzcircuit van Los Angeles, waar hij aanvankelijk bleef en later in San Francisco. In 1971 werkte hij mee op Max Roach' album Lift Every Voice and Sing. Tijdens deze periode begint zijn hernieuwde samenwerking met Sonny Rollins (Next Album, 1972) en met Woody Shaw (Blackstone Legacy) en Bobby Hutcherson. Daarbij gebruikte Cables vaak ook een elektrische piano. Geleidelijk verwierf Cables zich een reputatie als opmerkzaam begeleider en werd hij een gevraagd sideman bij festival-optredens en platensessies. Van 1969 tot 1971 speelde hij bij Joe Henderson, van 1971 tot 1976 bij Freddie Hubbard, voor wie hij o.a. de nummers Ebony Moonbeam en Camel Rise schreef. Bovendien werkte hij in Los Angeles met zijn eigen trio Cable Car. In 1977 werd hij lid van de band van Dexter Gordon en werkte hij gelijktijdig samen met Art Pepper. Cables werd Peppers favoriete pianist, die hem 'Mr. Beautiful' noemde. Samen ontstonden meerdere kwartet-opnamen voor Contemporary Records en Galaxy Records, zoals de concertopnamen uit de jazzclub Village Vanguard in juli 1977, bovendien het duet-album Goin' Home op Peppers laatste opnamesessie in mei 1982. Cables werkte tijdens deze periode bovendien mee aan opnamen van Philly Joe Jones, Roy Haynes, Joe Chambers, Joe Farrell, Shorty Rogers, Archie Shepp, Sarah Vaughan, Tony Williams, Charles Owens en Dizzy Gillespie.
Cables verwierf zich bovendien tijdens de jaren 1980 en 1990 een naam als leader van trio's en kwartetten en als solist en speler in duetten. Er ontstond een reeks albums, vooral bij de labels Contemporary Records en SteepleChase Records. Meewerkende muzikanten waren o.a. de bassisten Ron McClure, Cecil McBee, Jay Anderson en de drummers Victor Lewis, Billy Hart, Tootie Heath en Tony Williams.
Cables behoort tot de pianisten van de generatie als Kenny Barron en Jim McNeely, die spelen in de traditie van McCoy Tyner. Cables zelf noemt Thelonious Monk als zijn belangrijkste invloed, maar ook het harmonische concept van Herbie Hancock, Wynton Kelly en Oscar Peterson. In zijn briljante spel gaan bop-frasering, romantismen en funk een opgewonden verbinding aan.
Sinds 2007 werkte hij met de All-Star-formatie The Cookers. Voor de zieke George Cables vond in januari 2007 een gala plaats in de vorm van een All Star Benefit Tribute-concert, waaraan Kenny Barron, Andy Bey, Randy Brecker, Lenny White, Steve Turre, Reggie Workman en vele anderen meewerkten. Na een beenamputatie kon Cables zijn carrière in 2019 vervolgen. Zo trad hij op in trio met Dezron Douglas en Victor Lewis in de Village Vanguard.

## Discografie

### Opnamen als leader en co-leader
- 1979: Circles (Contemporary Records) met Joe Farrell, Ernie Watts, Rufus Reid, Peter Erskine
- 1979: Cable Vision (OJC) met Freddie Hubbard, Ernie Watts, Bobby Hutcherson
- 1985: Phantom of the City (Contemporary Records) met Tony Williams, John Heard
- 1987: By George: Plays the Music of George Gershwin (Contemporary Records), met Ralph Penland, John Heard
- 1991: Cable Fables (SteepleChase Records)
- 1991: Night and Day (DIW Records) met Cecil McBee, Billy Hart
- 1991: Beyond Forever (SteepleChase Records) met Joe Locke, Santi Debriano, Victor Lewis
- 1993: I Mean You (SteepleChase Records) met Jay Anderson, Adam Nussbaum
- 1994: Maybeck Recital Hall Series – Volume 35 (Concord Records) solo
- 1994: Quiet Fire (SteepleChase Records) met Ron McClure, Billy Hart
- 1995: Person to Person (SteepleChase Records) solo
- 1995: Skylark (SteepleChase Records) met Jay Anderson, Albert Heath
- 1996: Dark Side, Light Side (SteepleChase Records) met Jay Anderson, Billy Hart
- 2000: One for My Baby (SteepleChase Records) met Jim Anderson, Yoron Israel
- 2014: Icons and Influences (HighNote Records) met Dezron Douglas, Victor Lewis
- 2016: The George Cables Songbook (HighNote Records) met Craig Handy, Essiet Essiet, Victor Lewis, Steve Kroon en Sarah Elizabeth Charles
- 2018: Frank Morgan & George Cables: Montreal Memories (HighNote Records, rec. 1989, ed. 2018)
- 2019: I'm All Smiles (HighNote Records), met Essiet Essiet, Victor Lewis

### Opnamen als sideman
- 1967-71: Joe Henderson: Tetragon/In Pursuit of Blackness (BCP)
- 1972: Woody Shaw: Song of Songs (OJC)
- 1977: Art Pepper: The Complete Village Vanguard Sessions (Galaxy)
- 1979: Joe Farrell: Sonic Text (OJC)
- 1985: Archie Shepp: California Meeting (Soul Note)
- 1993: John Stubblefield: Morning Song (Enja)
- 1994: Chico Freeman: Focus (Contemporary)

- Bibsys: 1012240
- Biblioteca Nacional de España: XX6012012
- Bibliothèque nationale de France: cb138920516 (data)
- Gemeinsame Normdatei: 134341910
- International Standard Name Identifier: 0000 0001 1511 2388
- Library of Congress Control Number: n80093137
- MusicBrainz: 7d3aa1dd-5e8b-47f3-a65b-41d78c725ce3
- Nationale Bibliotheek van Tsjechië: xx0015903
- Nationale Bibliotheek van Israël: 987007342377105171
- Nederlandse Thesaurus van Auteursnamen: 096750332
- Réseau des bibliothèques de Suisse occidentale: 02-A005700691
- Istituto Centrale per il Catalogo Unico: LO1V269357
- SNAC: w6c2630f
- Système universitaire de documentation: 084289864
- Virtual International Authority File: 32182693
- WorldCat: E39PBJrmbdBfdRCRBRYdRfY773